# Проспект Бразилія
«Проспект Бразилія» (порт. Avenida Brasil) — бразилійська багатосерійна стрічка, що отримала назву найдовшої автомагістралі міста Ріо де Жанейру. Під гаслом "На що ви здатні заради справедливості?" відбулася рекламна кампанія перед прем'єрним показом телесеріалу.

## Про серіал
Головна героїня - Ріта, дівчина близько 10 років. Вона мешкає разом зі своїм батьком Женезіу та мачухою на їм'я Кармін'я у передмісті Ріо. Жінка має великі акторські здібності: для багатьох вона набожна дружина. Але насправді вона - шахрайка, котра бажає обікрасти чоловіка разом із коханцем Максом. Маленька Ріта - єдина, хто бачить справжню натуру Кармін'ї та попереджає батька. На жаль, він не встигає попередити поліцію про наміри дружини, бо гине під колесами авто на автостраді "Проспект Бразилія". За рулем знаходиться відомий футболіст Жорже на призвисько "Тайфун", який того вечора став автором переможного гола у фіналі Чемпіонату країни. Повертаючись в ейфорії додому, він не бачить Женезіу. Останніми словами чоловіка стає ім'я дружини: Кармен Лусія Морейра де Соуза.
Тайфун, відчуваючи глибоке почуття провини, намагається знайти цю жінку, щоб таємно допомогти. Впізнавши відомого гравця та розкривши істинну мотивацію чоловіка, вона на пару з коханцем провертає аферу з метою стати дружиною Тайфуна. Єдиний, хто може заздати шкоди - це донька загиблого - маленька Ріта. І Кармін'я вирішує зрабоити найжорстокіше - відправити дівчину на свалку.
Тут маленька Ріта отримує не тільки великі злидні, але й зустрічає своє перше кохання. Маленький Батата такий саме сирота, котрого одного разу залишила тут його рідна мати.
Минає 13 років. 2012 рік. У наші часи Кармін'я - справжня дама, вірна дружина для багатьох, котра насправді зраджує чоловіка з Максом. Вона ще не знає, що всі ці роки її падчерка жила з думкою про розплату за знищене диниство та загиблого батька.
Одного разу на порозі великого дома Тайфуна та Кармін'ї з'являється нова кухарка - аргентинка Ніна. Ніхто не знає, що це і є Ріта. Вона повернулася, щоб помститися. Та чи принесе вона задоволення?